# 恋バス
「恋バス」（こいバス）は、矢井田瞳が矢井田瞳&恋バスBAND with 小田和正名義で発売したシングル。2008年12月3日発売。発売元は青空レコード。

## 概要
2007年12月25日に放送されたTBSの音楽番組『クリスマスの約束』で小田和正と共演した際に初披露された。
先行して2008年3月5日発売アルバム『colorhythm』に収録されているが、当時シングルとはアレンジは異なっている。小田がコーラスで参加している。
本作はボーナス・トラック含めて3曲入りであるが、CDシングルとしては廉価の500円（税別）で発売された。シングル化にあたり小田がコメントを発表している。
2008年12月2日から12月25日まで、リリース記念として原宿ハンゲームスクエア　フラットフラットを「恋バスCAFE」としてオープン。リリース日の12月3日には矢井田が1日店長を務めた。
毎日放送が2008年12月の「おいしいうた」として、「ちちんぷいぷい」、「MBSサウンドキングダム」（現在の「MBSうたぐみ Smile×Songs」の放送枠）などの番組でこの曲を推し進めた。
2021年12月24日にアナログEP盤として初回生産限定盤で発売され、B面は『colorhythm』収録ヴァージョンが初めてシングル化され、矢井田がコメントを寄せている。

## 収録曲
作詞・作曲・編曲：矢井田瞳・小田和正
1. 恋バス(4:48)
2. 恋バス [Instrumental](4:48)
3. 恋バス [COLORROCK LIVE Ver.](4:48)ボーナス・トラック

## 参加ミュージシャン
- 恋バス
  - 矢井田瞳（Vocal）
  - 小田和正（BGV）
  - 園山光博（Saxophone,Glockenspiel,Percussion,BGV）
  - 木村万作（Drums,BGV）
  - 栗尾直樹（Organ,Keyboards,Strings Arrange,BGV）
  - 有賀啓雄（Bass,BGV）
  - 稲葉政裕（Guitars,BGV）
  - 木下智明（BGV）
  - 金原千恵子ストリングス（Strings）
  - 望月英樹（Programming）

## 収録アルバム
- オリジナル『colorhythm』（2008年3月5日）
- ベスト『THE BEST OF HITOMI YAIDA』（2009年2月18日）
- オムニバス『ロマンティック・クリスマス』（2009年11月11日）
- オムニバス『すごくおいしいうた』（2010年1月20日）